# Matt Reeves
Matthew George (Matt) Reeves (Rockville Center, 27 april 1966) is een Amerikaans film- en televisieregisseur en scenarist. Hij is bekend als de bedenker van de televisieserie Felicity en als regisseur van de films Cloverfield (2008), Let Me In (2010) en Dawn of the Planet of the Apes (2014).

## Biografie

### Jeugd
Matt Reeves werd in 1966 geboren in Rockville Center (New York) maar groeide op in Los Angeles (Californië). Op dertienjarige leeftijd raakte hij bevriend met de latere regisseur J.J. Abrams.
Reeves studeerde aan de University of Southern California, waar hij de studentenfilm Mr. Petrified Forest ontwikkelde. De film viel in de prijzen en leverde hem een agent op. Tijdens zijn studiejaren schreef hij ook het scenario voor Under Siege 2: Dark Territory. Nadat hij was afgestudeerd, schreef hij samen met Jason Katims het scenario The Pallbearer, dat hij nadien zelf zou verfilmen.

### Carrière
In 1997 werkte hij even mee aan de tv-serie Homicide: Life on the Street. Een jaar later lanceerde hij samen met zijn jeugdvriend J.J. Abrams de tv-serie Felicity. De reeks liep vier seizoenen en leverde hoofdrolspeelster Keri Russell een Golden Globe op. In 2000 schreef hij het script voor de misdaadfilm The Yards van regisseur James Gray.
In 2008 werkten Reeves en Abrams samen aan de monsterfilm Cloverfield. Reeves verfilmde het scenario van Drew Goddard, terwijl Abrams als producent bij het project betrokken was. De film bracht met een budget van 25 miljoen dollar meer dan 170 miljoen dollar op.
Twee jaar later schreef en regisseerde hij de horrorfilm Let Me In. De prent was een Engelstalige remake van de Zweedse boekverfilming Låt den rätte komma in (2008).
In 2014 regisseerde hij Dawn of the Planet of the Apes. De sciencefictionfilm bracht meer dan 700 miljoen dollar op. Nadien werd Reeves door 20th Century Fox ook in dienst genomen om de sequel War for the Planet of the Apes (2017) te regisseren.
In 2022 regisseerde de nieuwe film van Batman, genaamd The Batman met Robert Pattinson in de hoofdrol.

## Filmografie

### Films
| Jaar | Titel                          | Regisseur | Scenarist |
| ---- | ------------------------------ | --------- | --------- |
| 1994 | Future Shock                   |           |           |
| 1995 | Under Siege 2: Dark Territory  |           |           |
| 1996 | The Pallbearer                 |           |           |
| 2000 | The Yards                      |           |           |
| 2008 | Cloverfield                    |           |           |
| 2010 | Let Me In                      |           |           |
| 2014 | Dawn of the Planet of the Apes |           |           |
| 2017 | War for the Planet of the Apes |           |           |
| 2022 | The Batman                     |           |           |

### Televisie
| Jaar      | Titel                        | Regisseur | Scenarist |
| --------- | ---------------------------- | --------- | --------- |
| 1997      | Relativity                   |           |           |
| 1997      | Homicide: Life on the Street |           |           |
| 2000      | Gideon's Crossing            |           |           |
| 1998–2002 | Felicity                     |           |           |
| 2003      | Miracles                     |           |           |
| 2006      | Conviction                   |           |           |